# Phileris palaestinus
Phileris palaestinus är en tvåvingeart som först beskrevs av Oskar Theodor 1980.  Phileris palaestinus ingår i släktet Phileris och familjen rovflugor.
Artens utbredningsområde är Israel. Inga underarter finns listade i Catalogue of Life.